# Росен Барчовски
Росен Цвятков Барчовски е бивш български баскетболист, баскетболен треньор, треньор на националния отбор по баскетбол на България и БК ЦСКА (София).
През 2021 година е заместник-министър на младежта и спорта в служебното правителство на Стефан Янев.

## Биография
Роден е на 16 август 1960 г. в семейството на Цвятко Барчовски и Ваня Войнова. Като баскетболист е играл за отбора на ЦСКА.
Треньорската си кариера започва в Португалия. През 1995 г. поема тима на Славия, като има спечелена титла с отбора през 1997 г. Между 1998 и 2006 г. води ЦСКА и печели Купа на България през 2005 г. и има два финала на баскет шампионата през 2004 и 2005.
С националния отбор се класира за европейското първенство в Сърбия и Черна Гора през 2005 г. Ръководи националите и на Евробаскет през 2011 г. Под негово ръководство през 2021 г. „трикольорите“ се класират на първия си шампионат на Европа след 10-годишно прекъсване.
През 2011 г. печели бронзовите медали в турнира за Купата на България начело на Рилски спортист, като на малкия финал побеждава БК Ямбол с 83:75 насред зала Универсиада. През 2016 г. извежда Рилецо до триумф в турнира за Купата на България.
Печели сребърни медали с Рилски Спортист в третото издание на Еврохолд Балканската Лига (2010 – 2011), като на полуфинала отстранява отбора на Левски с треньор Константин Папазов – Тити.